# Bennettitals
Les bennettitals (Bennettitales) són un ordre extint de plantes amb llavors, que van aparèixer al període Triàsic i es van extingir al final del Cretaci. Alguns dels seus membres tenien troncs gruixuts i les fulles pinnades que semblaven les actuals cicadàcies diferint principalment per la disposició dels estomes
Les Bennettitales estaven més estretament relacionades amb les cicadàcies, ginkgo i les coníferes que amb les angiospermes. L'evidència fòssil, tanmateix, indica la possibilitat que bennettitals i angiospermes (junt amb Gigantopteridales) formin un clade, basat en la presència d'oleanana en els fòssils d'aquests grups.

## Taxonomia
Consta de dos grups: les Cycadeoidaceae, representades per Cycadeoidea i Monanthesia i les Williamsoniaceae incloent Williamsonia, Williamsoniella, Wielandella i Ischnophyton.

## Galeria

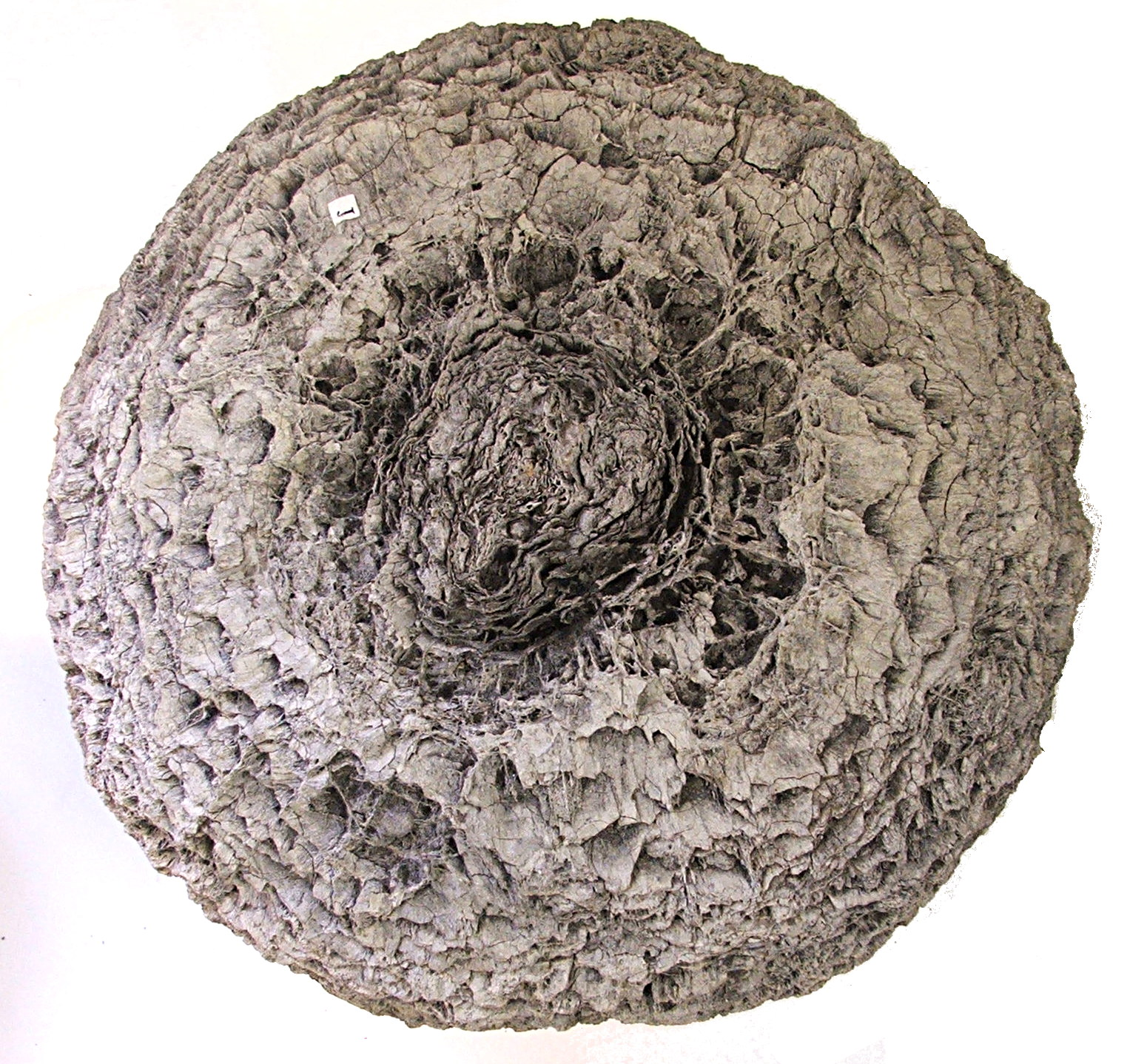
Un Bennettitales fossilitzat i comprimit.
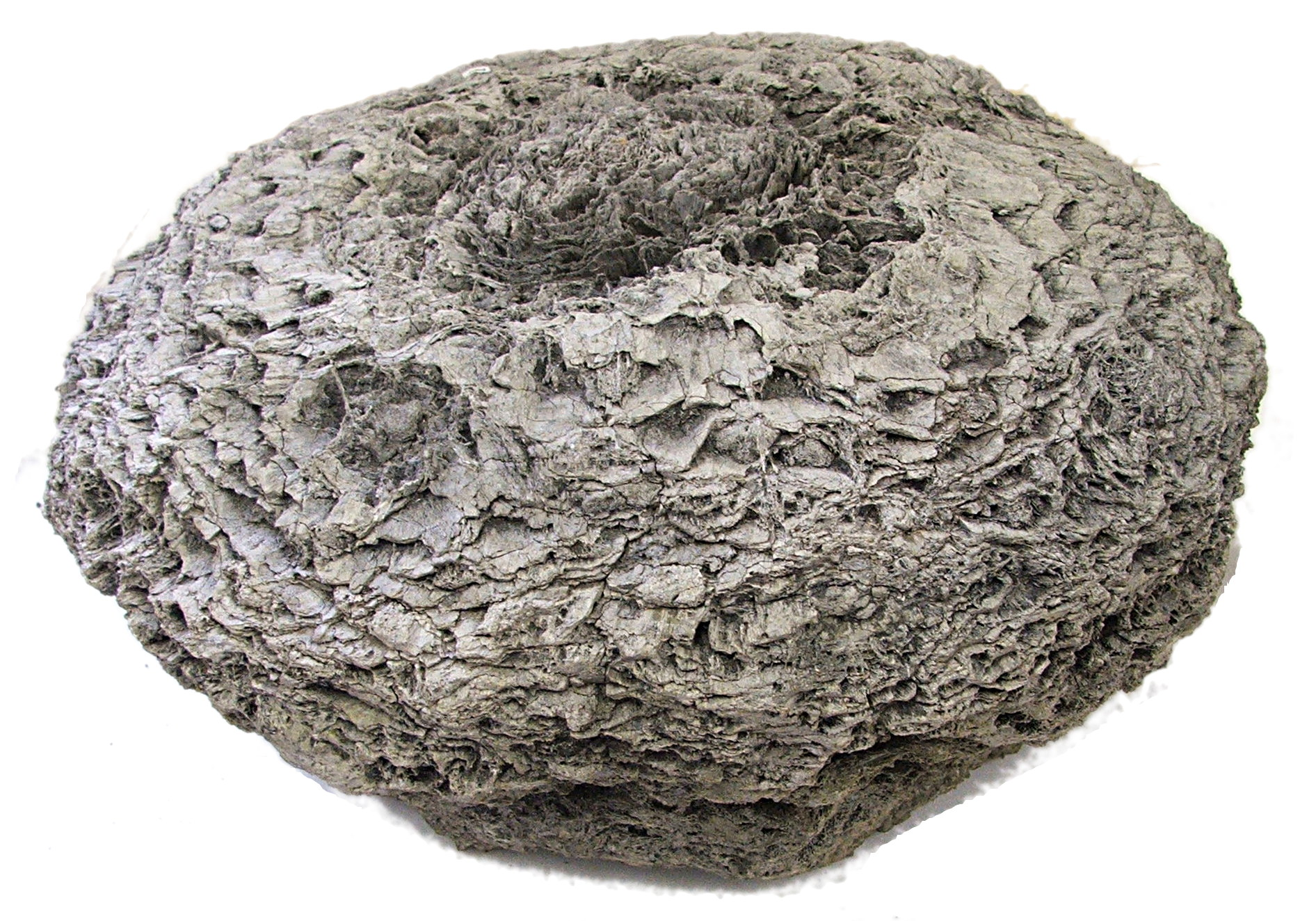
"flors".
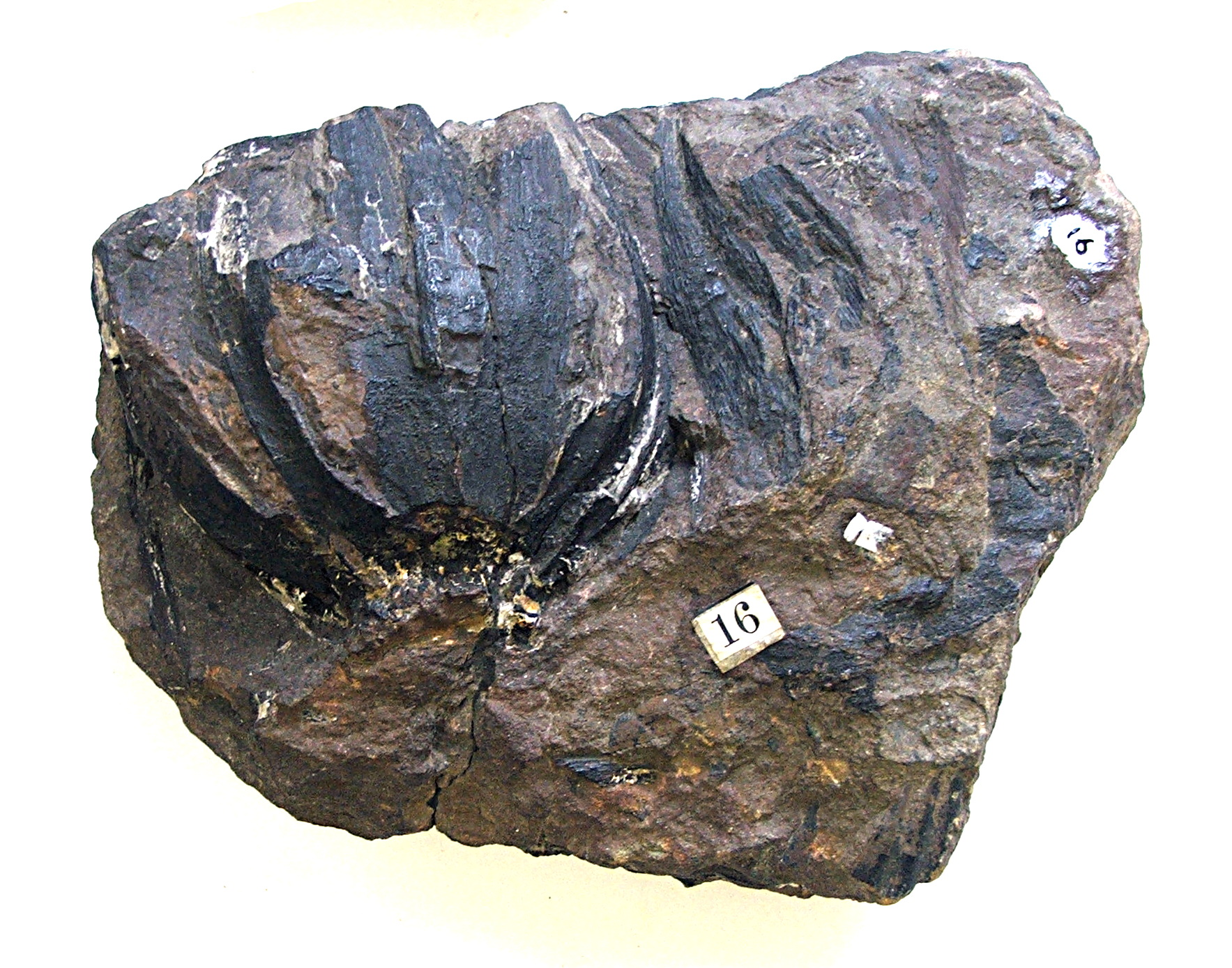
Estructura similar a una flor.
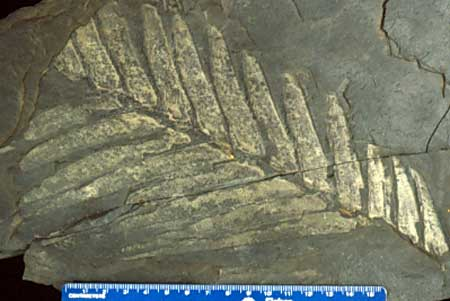
Fulla fòssil de Zamites mariposana del Juràssic.